# مایک وبر
مایک وبر (انگلیسی: Meike Weber؛ زادهٔ ۳۰ مارس ۱۹۸۷) بازیکن فوتبال اهل آلمان است.
از باشگاه‌هایی که در آن بازی کرده‌است می‌توان به باشگاه فوتبال آینتراخت فرانکفورت (زنان) اشاره کرد.
وی همچنین در تیم‌های ملی فوتبال Germany women's national under-19 football team, Germany women's national under-20 football team، و Germany women's national under-23 football team بازی کرده‌است.